# Янай
Янаї (яп. 柳井市, やないし, янаї сі) — місто в Японії, у північно-західній частині префектури Ямаґуті. Засноване у березні 1954 року шляхом злиття таких населених пунктів:
- містечка Янаї повіту Куґа (玖珂郡柳井町);
- села Хідзумі (日積村);
- села Сінсьо (新庄村);
- села Йота (余田村);
- села Ітаті (伊陸村).

Янаї утворилося на місці однойменного середньовічного володіння кіотського буддистського храму Ренґео'ін. У період Едо (1603–1867) воно перебувало під контролем самурайського роду Кіккава. Починаючи з середини 19 століття, місто стало одним з найбільших комерційних центрів префектури Ямаґуті. Старі квартали Янаї зараховано до цінних культурних надбань цієї префектури.
Райони Янаї здавна славляться своїми японськими стравами, особливо натто.